# Beryl Mercer
Pour les articles homonymes, voir Mercer.
Beryl Mercer est une actrice britannique née le 13 août 1882 à Séville (Espagne), et morte le 28 juillet 1939 à Santa Monica (Californie).

## Filmographie
- 1916 : The Final Curtain : Mary
- 1922 : La Chaîne brisée (Broken Chains) d'Allen Holubar : Mrs. Mulcahy
- 1923 : Calvaire d'apôtre (The Christian), de Maurice Tourneur : Liza
- 1928 : L'Âme d'une nation (We Americans), d'Edward Sloman : Mrs. Levine
- 1929 : Mother's Boy : Mrs.O'Day
- 1930 : Seven Days Leave : Sarah Ann Dowey
- 1930 : À l'Ouest, rien de nouveau (All Quiet on the Western Front) : Mrs. Bäumer - La mère de Paul
- 1930 : Dumbbells in Ermine : Mamie Corey
- 1930 : In Gay Madrid : Doña Concha
- 1930 : Terre commune (Common Clay) de Victor Fleming : Mme Neal
- 1930 : The Matrimonial Bed : Corinne, la cuisinière
- 1930 : Warner Bros. Jubilee Dinner : Mrs. Warner Bros. Pictures
- 1930 : Outward Bound : Mrs. Midget
- 1931 : L'Inspiratrice (Inspiration) : Marthe, la bonne d'Yvonne
- 1931 : East Lynne : Joyce
- 1931 : L'Ennemi public (The Public Enemy) : Ma Powers
- 1931 : The Sky Spider : La mère Morgan
- 1931 : The Man in Possession : Mme Alice Dabney
- 1931 : La Femme aux miracles (The Miracle Woman) de Frank Capra : Mme Higgins
- 1931 : Merely Mary Ann : Mrs. Leadbatter
- 1931 : Are These Our Children : Mrs. Martin, la grand-mère d'Eddie
- 1931 : Forgotten Women : Fern Madden
- 1932 : Lovers Courageous : Mrs. Smith
- 1932 : Devil's Lottery de Sam Taylor : Mrs. Mary Ann Meech
- 1932 : Lena Rivers : La grand-mère
- 1932 : Jeune Amérique (Young America) : Mamie Beamish
- 1932 : Unholy Love : Mrs. Cawley
- 1932 : No Greater Love : Mrs. Burns
- 1932 : Midnight Morals (en) : Mother O'Brien, the Prison Matron
- 1932 : Chagrin d'amour (Smilin' Through), de Sidney Franklin : Mrs. Crouch
- 1932 : Six Hours to Live : La veuve
- 1933 : Cavalcade de Frank Lloyd : Cook
- 1933 : Her Splendid Folly : Mme McAllister
- 1933 : Supernatural : Madame Gourjan, Paul's Landlady
- 1933 : Blind Adventure d'Ernest B. Schoedsack : Elsie, la bonne
- 1933 : Berkeley Square, de Frank Lloyd : Mrs. Barwick
- 1933 : Rêves brisés (Broken Dreams) de Robert G. Vignola : Maman
- 1934 : Premier Amour (Change of heart) : Harriet Hawkins
- 1934 : Jane Eyre : Mrs. Fairfax
- 1934 : La Femme la plus riche du monde (The Richest Girl in the World) : Marie, la bonne de Dorothy
- 1934 : Le Petit Ministre (The Little Minister) de Richard Wallace : Mrs. Margaret Dishart
- 1935 : Age of Indiscretion : Mrs. Williams
- 1935 : Forbidden Heaven : Agnes, La Duchesse'
- 1935 : My Marriage : Mrs. Dolan
- 1935 : Hitch Hike Lady (en) d'Aubrey Scotto : Mrs. Bayne
- 1935 : Le Secret magnifique (Magnificent Obsession) de John M. Stahl : Mrs. Eden
- 1936 : Three Live Ghosts (en) de H. Bruce Humberstone : Mrs. Gibbins
- 1937 : Une journée de printemps (Call It a Day) : Mrs. Elkins, la cuisinière
- 1937 : La Force des ténèbres (Night Must Fall) : Saleslady
- 1939 : Petite Princesse (The Little Princess) : Queen Victoria
- 1939 : Le Chien des Baskerville (The Hound of the Baskervilles) de Sidney Lanfield : Jenifer Mortimer
- 1939 : Et la parole fut (The Story of Alexander Graham Bell) : La Reine Victoria
- 1939 : A Woman Is the Judge : Mrs. Butler